# Úrkút
Úrkút (německy Herrnbrunn) je obec v Maďarsku v župě Veszprém, spadající pod okres Ajka. Nachází se asi 6 km jihovýchodně od Ajky. V roce 2015 zde žilo 2 017 obyvatel. Dle údajů z roku 2011 tvoří 86,2 % obyvatelstva Maďaři a 21,7 % Němci, přičemž 13,7 % obyvatel se ke své národnosti nevyjádřilo.
Sousedními vesnicemi jsou Hidegkút, Nagyvázsony, Nemesvámos, Öcs, Szentgál a Tótvázsony, sousedním městem Ajka.